# Ratpenat de llavis orlats
El ratpenat de llavis orlats (Trachops cirrhosus) és una espècie de ratpenat sense registre fòssil. Actualment té tres subespècies reconegudes. Aquesta espècie és monotípica dins el seu gènere.

## Descripció
El seu nom prové de les berrugues que té als llavis i també al musell. El seu pelatge llarg i llanós és de color marró vermellós amb el ventre gris. Es tracta d'un ratpenat de mida mitjana que pesa al voltant dels 32 grams. No hi ha dimorfisme sexual entre mascles i femelles.
La cua és curta i el musell té una protuberància en forma de fulla dentada sobre els orificis nasals. La mandíbula inferior té dos parells d'incisives i tres parells de premolars. Els molars tenen depressions tuberculoses amb cúspides en forma de W. Té una ràtio de la longitud de l'ala respecte a la corda baix i una càrrega de l'ala alta.

## Distribució i hàbitat
El seu hàbitat preferit són els boscos tropicals secs i humits prop d'estanys i rierols. Viuen als arbres o troncs buits i de vegades en coves. Viuen des del sud de Mèxic fins a Bolívia i el sud del Brasil.

## Comportament
Es refugien en grups de fins a 50 individus d'ambdós sexes. Surten del refugi quan encara hi ha llum, ja que és el millor moment per caçar granotes. Cacen seguint els sons dels insectes i les granotes i fent servir l'ecolocalització per trobar-los.

## Reproducció
Els ratpenats de llavis orlats s'aparellen generalment durant l'estació seca tropical, entre gener i juny. Les femelles donen a llum una sola cria per ventrada, la qual roman durant molt de temps amb els seus progenitors.)

## Dieta
És un omnívor oportunista que s'alimenta principalment d'insectes, els quals complementa amb alguns llangardaixos, granotes, fruits i llavors. De vegades comparteixen els refugis amb altres espècies de ratpenat.

## Predadors
El seu predador principal és el filandre d'Allen.

## Subespècies
- Trachops cirrhosus cirrhosus
- Trachops cirrhosus coffini
- Trachops cirrhosus ehrhardti